# Saaleradweg

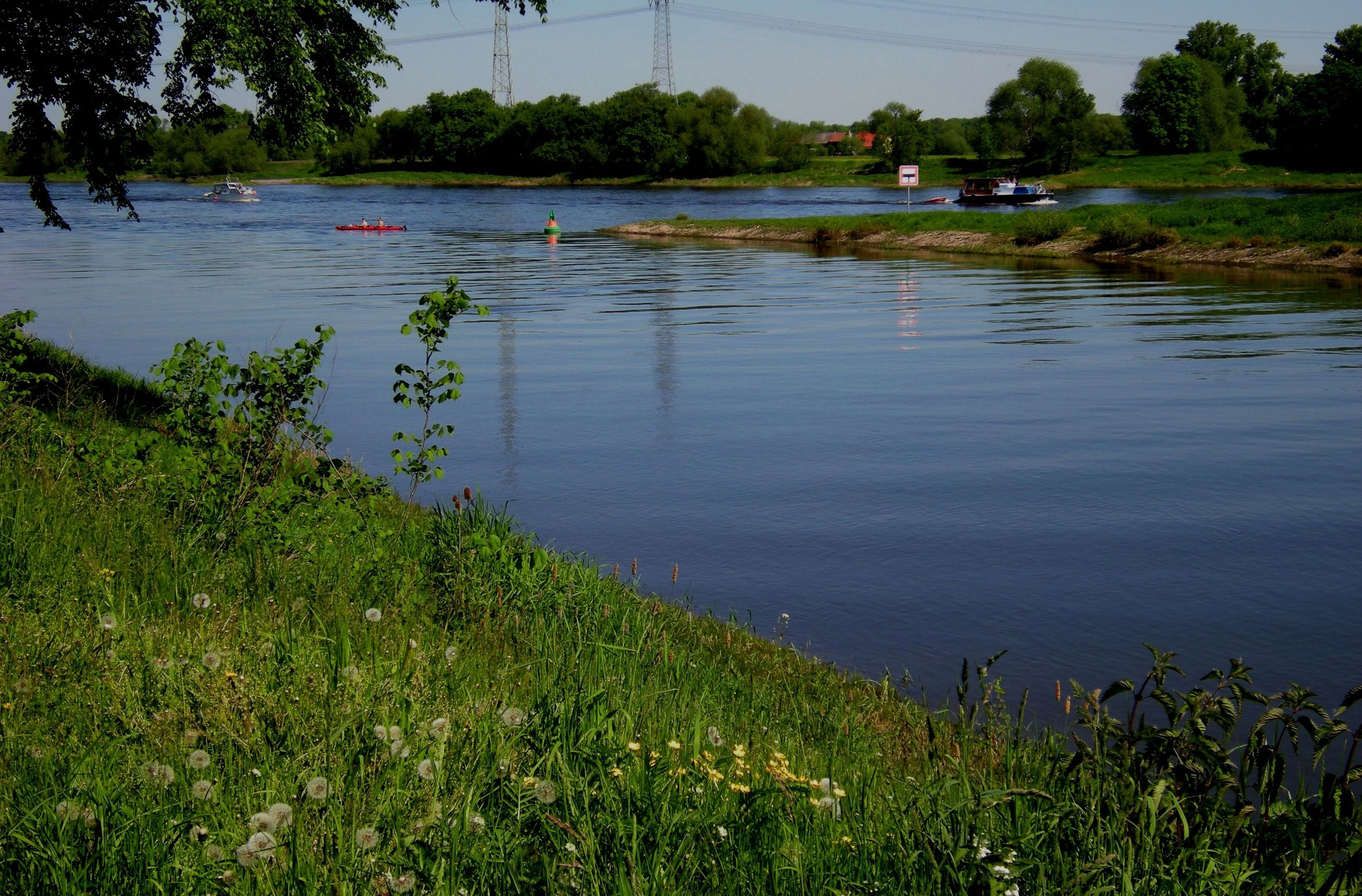
Mündung der Saale in die Elbe

Abschnitt des bayerischen Saaleradweg in Hof (Saale), nördlich von der Hospitalkirche

Der Saaleradweg verläuft über 403 Kilometer an der Saale von der Quelle am Großen Waldstein bis zur Mündung in die Elbe bei Barby. Er berührt die Bundesländer Bayern (Fichtelgebirge, Frankenwald), Thüringen (Thüringer Schiefergebirge, Saaleland) sowie Sachsen-Anhalt und gilt als einer der anspruchsvollsten Fluss-Radwege Deutschlands. In seinem Oberlauf ist er durch viele Anstiege gekennzeichnet. Im Bereich der Saaletalsperren (Saalekaskade: Bleilochtalsperre, Talsperre Burgkhammer, Walsburg, Hohenwartetalsperre und Talsperre Eichicht) ist ein wassernahes Radeln häufig unmöglich. Ab Saalfeld/Saale ist der Radweg auch von Familien mit Kindern leicht befahrbar. Anschlussradweg im Norden ist der Elberadweg.
Der Saaleradweg ist Teil der D-Route Ostsee–Oberbayern (D11) und besonders auf den letzten Kilometern vor der Saalemündung in die Elbe Teil des Europaradweges R1 und Teil des EuroVelo 2.